# Чехи в Хорватії
Чехи — одна з визнаних національних меншин Хорватії. За даними перепису 2001 року, у Хорватії налічувалося 10 512 чехів, що становить 0,24% від загальної чисельності населення. Їхні сусіди інших національностей також називають їх «пемці». 

## Географія представництва
Більшість хорватських чехів живе у Західній Славонії, особливо навколо міст Дарувар і Грубишно-Полє. Вони становлять 5,33% населення Беловарсько-Білогорської та 0,9% Пожезько-Славонської жупаній. Чехи утворюють відносну більшість у громаді Кончаниця і в таких селах, як Великі Зденці, Малі Зденці, Голубиняк тощо. Їх також можна знайти майже у всіх великих містах Хорватії. 
| Громада           | Відсоток |
| ----------------- | -------- |
| Кончаниця         | 46,67%   |
| Дежановаць        | 23,48%   |
| Дарувар           | 18,90%   |
| Грубишно-Полє     | 18,02%   |
| Сірач             | 10,21%   |
| Герцеговаць       | 9,60%    |
| Великий Ґрджеваць | 4,76%    |
| Ліпік             | 3,52%    |
| Пакрац            | 3,03%    |
| Каптол            | 2,49%    |
| Липовляни         | 2,43%    |
| Кутина            | 1,53%    |
| Гарешниця         | 1,34%    |
| Дубрава           | 1,13%    |
| Кутєво            | 1,12%    |

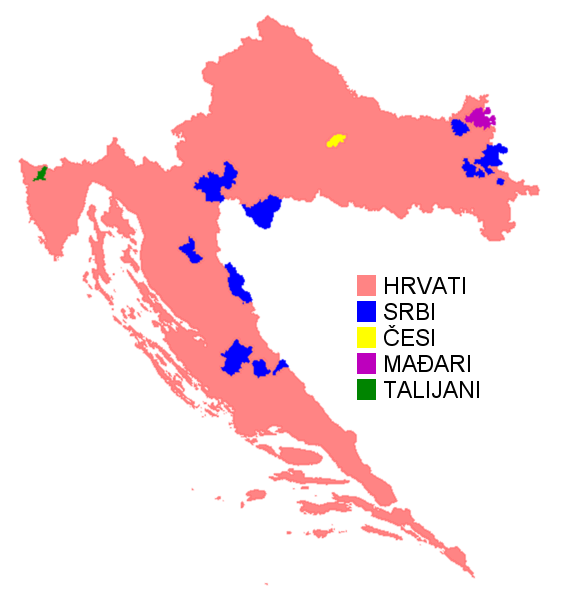
Чеську меншину представлено жовтим

Станом на 2009, чеська мова офіційно використовується в одному муніципалітеті і п'яти інших населених пунктів Хорватії відповідно до Європейської хартії регіональних мов і мов меншин.

## Історія
Після Карловицького конгресу в 1699 році Славонія перейшла у власність від турків-османів до Габсбургів, а мусульманське населення втекло. Це звільнило чималі території, і Габсбурги почали заселяти нові землі людьми з усіх куточків своєї імперії. Перші чехи приїхали у Славонію приблизно у 1750-х роках, і упродовж усього ХІХ століття вони оселялися в Західній Славонії. У Хорватії вони могли купити десять або більше акрів орної землі за ціною, за якою вони продали 1 акр у чеських землях. Чехи також селилися в інших частинах Хорватії, таких як Горскі Котар і великих містах, де отримали високу оцінку як кваліфіковані робітники і службовці, але були асимільовані за два чи три покоління. Одним із цих урбанізованих чехів був хорватський письменник і мер Загреба Август Шеноа. Чехи незабаром відчули необхідність у культурній самоорганізації, і в 1874 році в Загребі виникла перша Česka Beseda (Чеське слово) — організація, яка пропагувала чеську мову і культуру в Хорватії, в тому самому році було влаштовано першу театральну виставу чеською мовою. З часом «Чеські Бесіди» утворилися по всій Хорватії, було відкрито чеські бібліотеки і спортивні товариства (приміром, Сокіл). 1911 року в Загребі почала друкуватися перша чеська газета.
Створене після Першої світової війни Королівство сербів, хорватів і словенців  було дуже приязним до чеської меншини. До цього спричинилися теплі відносини з Чехословаччиною у міжвоєнний період та спільні слов'янські корені. Першу чеську школу було відкрито в 1922 році в Даруварі, а перший дитячий садок у 1926 році також у Даруварі. Чехи самоорганізувалися політично і створили чеську партію, яка була активна тільки у перші роки королівства. З 1922 у Даруварі видавалася газета «Jugoslavšti Čechoslovácí» (югославські чехословаки). Чехи, як і словаки, загалом не співпрацювали з окупаційною владою під час Другої світової війни. Деякі з них після війни виїхали в Чехословаччину, але багато з них згодом повернулися після того, як у Чехословаччині захопили владу комуністи.
У соціалістичній післявоєнній Югославії чехи мали навіть більші права, було відкрито нові школи. Після розпаду Югославії чеські райони опинилися поблизу зон військових дій і багато чехів приєдналися до хорватської армії.
Чехи офіційно визнаються автохтонною національною меншиною і як такі вони разом зі словаками Хорватії обирають спеціального представника у Сабор.
На хорватських парламентських виборах 2000, 2003 і 2007 років чеським і словацьким представником ставала Зденка Чунгіл із Хорватської селянської партії.

## Культура

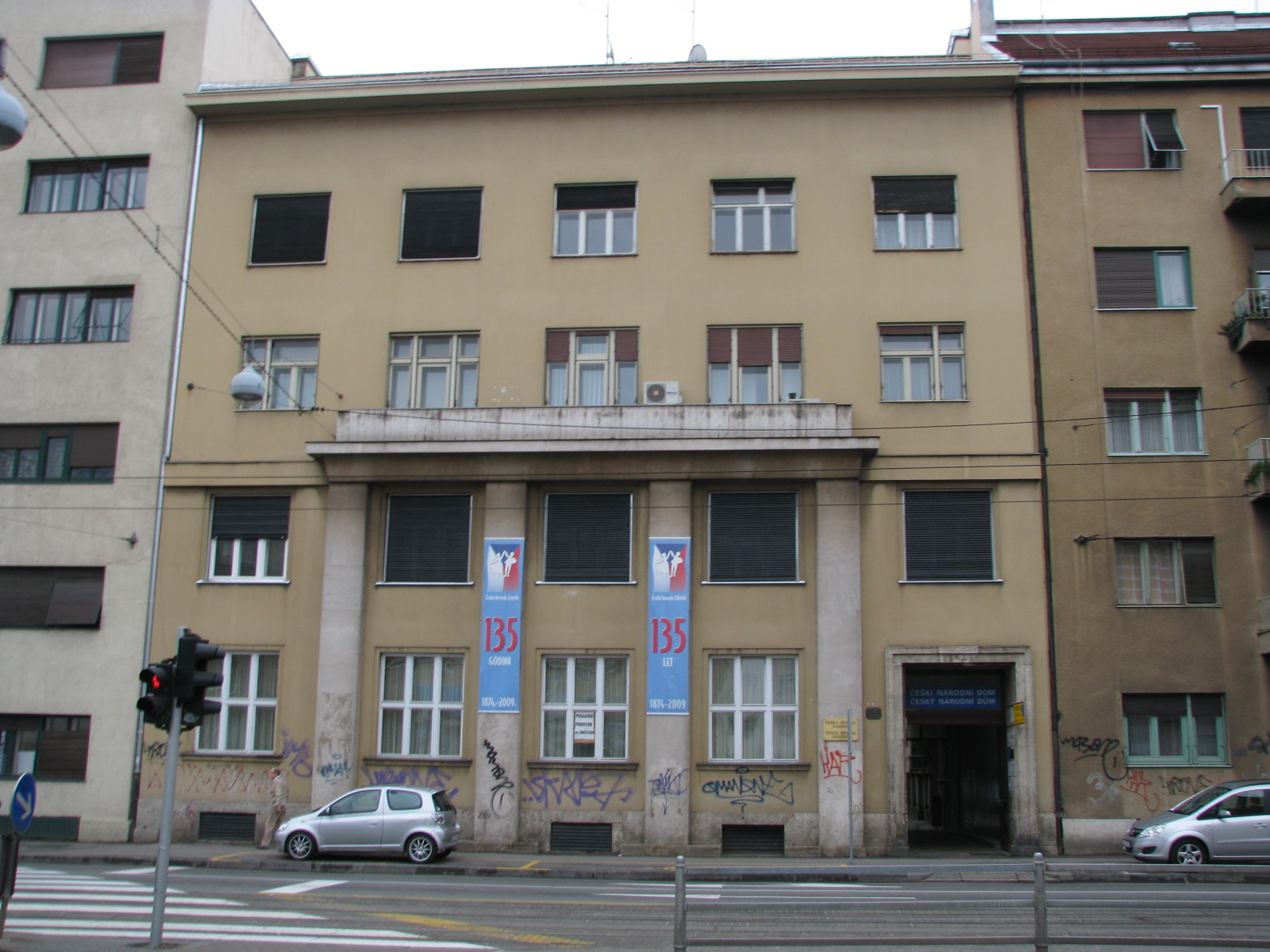
Будівля «Чеської бесіди» в Загребі

Чехи організовані у 24 осередки «Чеської бесіди» по всій Хорватії, які утворюють Чеський союз Хорватії — організацію, що популяризує чеську мову і культуру в Хорватії. Народний танець, поезія, спів і курси чеської мови — це основні напрями діяльності Бесіди. Деякі відділення Бесіди навіть мають театральні колективи, а Чеський союз видає свій щотижневий журнал «Jednota» (єдність). Вони організовують фестивалі театральних труп, фестивалі чеської дитячої пісні, «Naše Jaro» — фестиваль культурних заходів школярів, «Vanočka» — фестиваль юнацьких колективів народного танцю і щодворічне свято обжинків «Dožinky» у Даруварі, яким відзначають закінчення збору врожаю. Діють десятки чеських початкових шкіл і дитячих садків, а середня школа у Даруварі має чеський клас.
Є також два промислові бренди, пов'язані з хорватськими чехами: сир «Зденка», який виробляється на заводі у населеному переважно чехами селі Великі Зденці, і пиво «Staročeško» (Старочеське), що виготовляється на пивоварні у Даруварі.